# Dominik Weber (Maler)

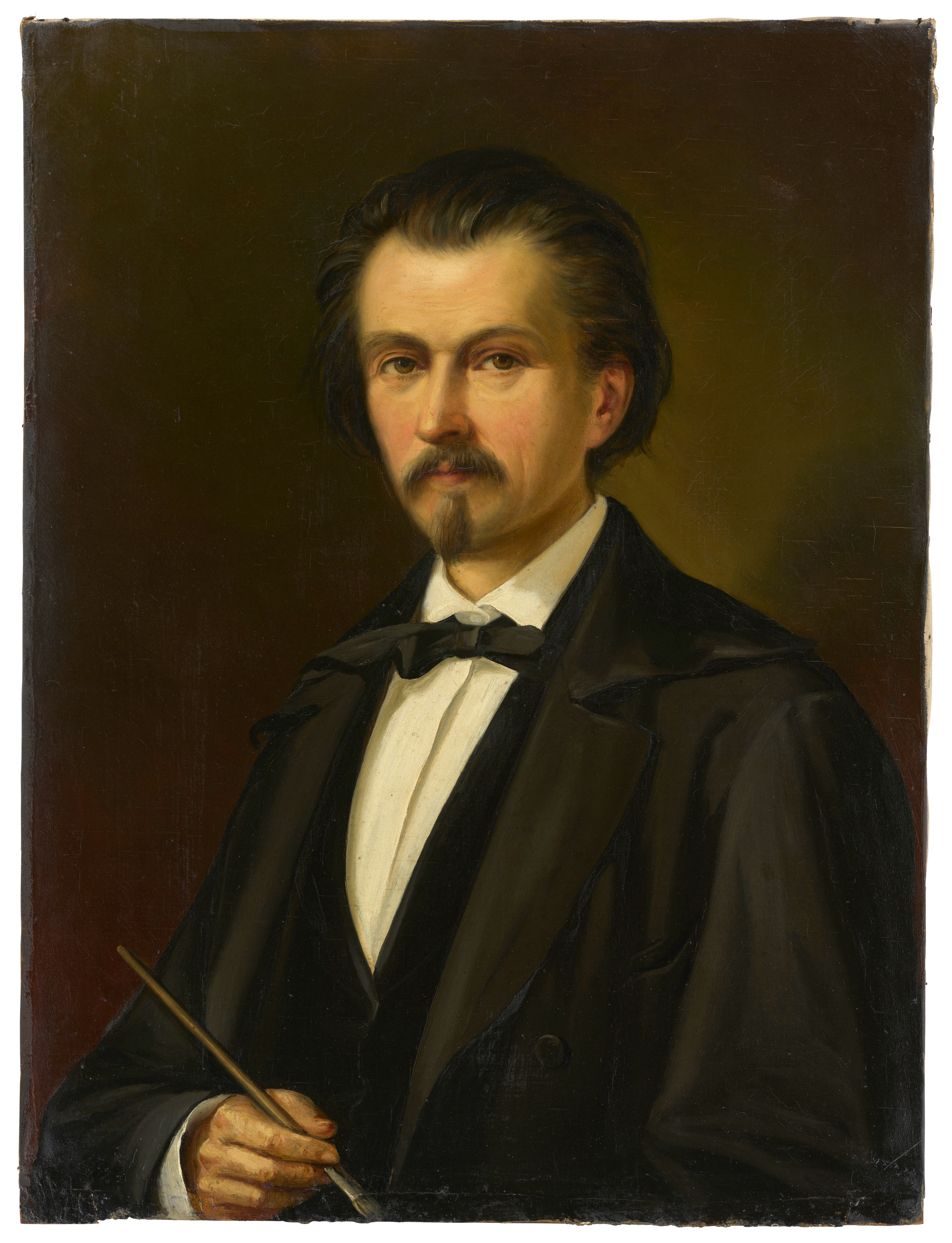
Selbstporträt, um 1860

Dominik Weber (* 27. Juli 1819 in St. Peter, Schwarzwald; † 7. September 1887 in Freiburg im Breisgau) war ein deutscher Maler.

## Leben
Dominik Weber war der Sohn des Steinbildhauers Matthias Weber (1790–1866) und Enkel des Baumeisters Johann Baptist Weber (1756–1826).
Er war zunächst als Uhrenschildmaler tätig und dann ein Schüler des Freiburger Malers Dionys Ganter. 1842 ging er nach München, wo er an der Kunstakademie studierte und die Kunst der Nazarener kennenlernte. 1847 kehrte er nach Freiburg zurück, 1850/51 lebte er in Niederemmendingen, dann wieder in Freiburg.
Weber malte Porträts sowie Landschafts- und Genrebilder, überwiegend jedoch sakrale Themen.
Im September 1887 starb er im Alter von 68 Jahren in Freiburg im Breisgau.

## Werke

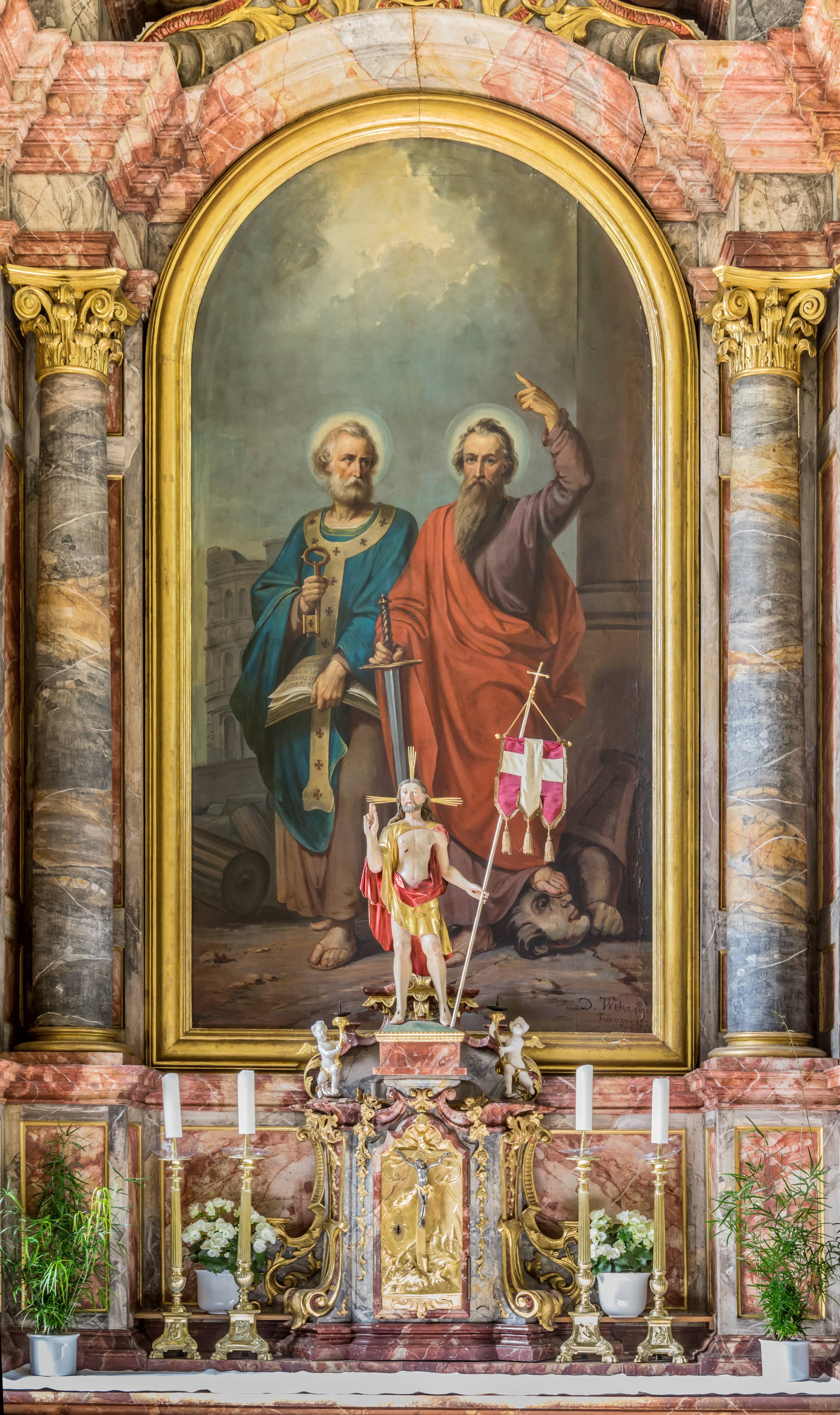
Freiburg-Kappel, St. Peter und Paul, Hochaltarbild

- 1856 Oberwinden, St. Stephan, Altarbild Steinigung des hl. Stephanus
- 1856 Freiburg, Alter Friedhof, Michaelskapelle, Restaurierung und Übermalung des Freiburger Totentanz[2]
- 1857 Pfaffenweiler, St. Columba, oberes Bild des Hochaltars, Hl. Columba
- 1872 Rotenberg, St. Nikolaus, Altarbilder für die Seitenaltäre (Hl. Anna selbdritt, Hl. Michael)
- 1874 Freiburg-Kappel, St. Peter und Paul, Hochaltarbild
- 1876 Vöhrenbach, St. Martin, 14 Kreuzwegstationen[3]
- 1878 Waldkirch, Stadtkapelle Unserer lieben Frau, Gemälde Hl. Familie im Stall und, Der zwölfjährige Jesus im Tempel
- 1879 Ebringen, Berghauser Kapelle, Altarbilder für die Seitenaltäre (Heilige Ursula von Köln, Wallfahrtsbild „Maria vom Guten Rat“)
- 1884 Herten, St. Urban, Restaurierung des Hochaltarbildes, zwei Altarbilder für die Seitenaltäre
- 1887 Herten, Kapelle Maria Schnee, Totentanz nach dem Vorbild des Freiburger Totentanzes[4]